# Aricidea facilis
Aricidea facilis är en ringmaskart som beskrevs av Strelzov 1973. Aricidea facilis ingår i släktet Aricidea och familjen Paraonidae. Inga underarter finns listade i Catalogue of Life.